# Coprolito de Lloyds Bank

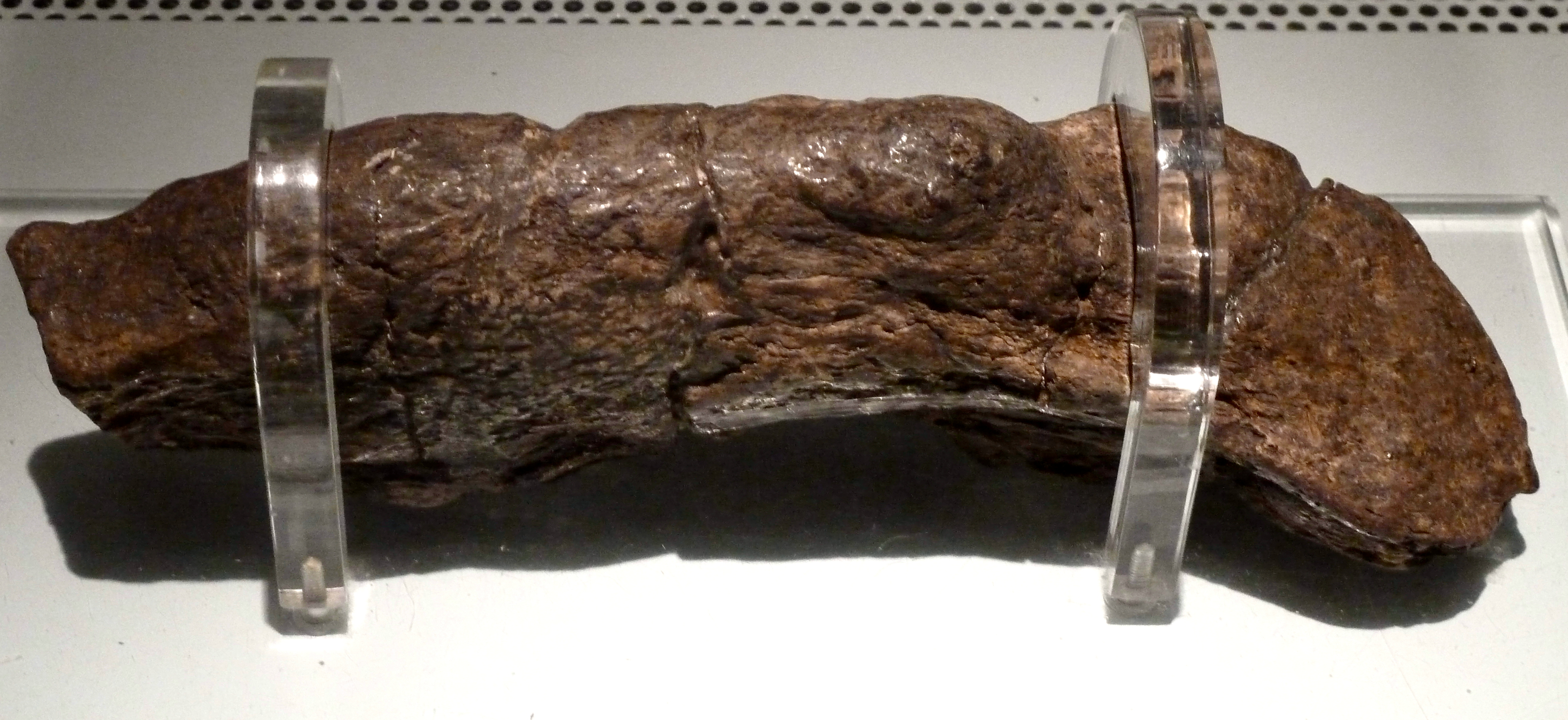
El coprolito de Lloyds Bank en exhibición en el Jorvik Viking Centre, en York, Inglaterra.

El coprolito de Lloyds Bank es el coprolito humano más grande que se haya encontrado. Fue descubierto por arqueólogos que excavaban el asentamiento vikingo de Jórvík (actual York) en el noreste de Inglaterra.
Fue encontrado en 1972 durante la excavación del solar para la construcción de la sucursal de York del Lloyds Bank y es el ejemplo de hez humana fosilizada más grande del que se tiene registro. Hallado en una capa húmeda y turbia, un análisis del material (de 20 cm de largo por 5 cm de ancho, con un peso de 227 gramos) ha indicado que data del siglo IX y su productor comía mayormente carne y pan. Asimismo, fue detectada la presencia de cientos de huevos de parásitos, lo que sugiere que la persona sufría una infección intestinal por lombrices. 
En 1991, el paleoescatólogo Andrew Jones fue noticia mundial con ocasión de la cotización de este objeto para asegurarlo al declarar: «Este es el pedazo de excremento más interesante que he visto. A su manera, es más valioso que las joyas de la corona».
El espécimen fue puesto en exhibición en el Centro de Recursos Arqueológicos de la ciudad (Archaeological Resource Centre, conocido como DIG), una institución administrada por el York Archaeological Trust, donde «asombró a generaciones de estudiantes». En el año 2003 se rompió en tres piezas luego de caerse precisamente durante una muestra a escolares.
Desde el año 2008 está en exhibición en el Centro Vikingo JORVIK.